# مسجدالبیعه

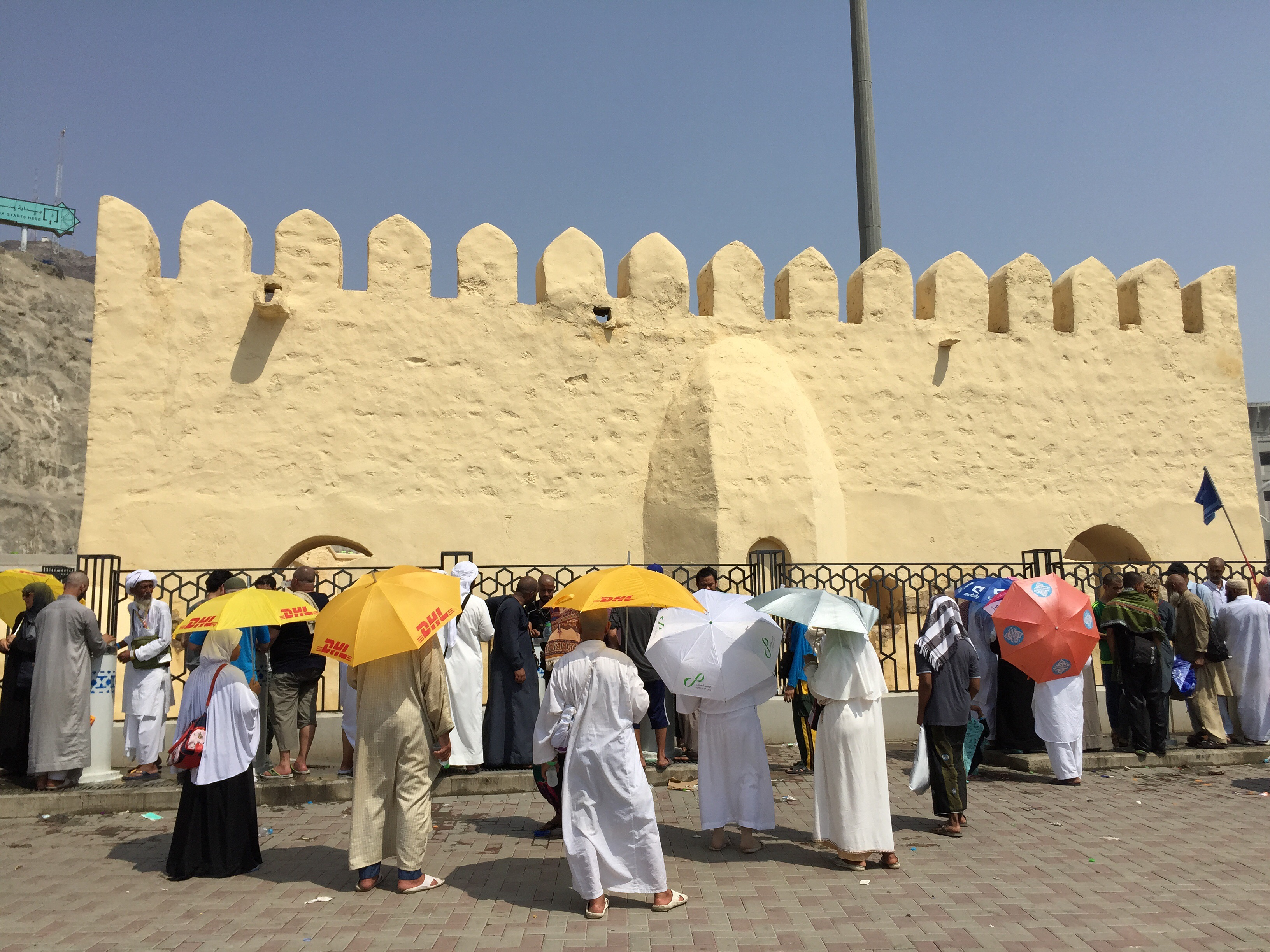
نمایی از مسجدالبیعه در مکه، عربستان سعودی - ۲۰۱۵

مسجدالبیعه از مساجد بسیار قدیمی مکه است.
بنای آن ۳۷۶ متر مربع مساحت دارد. در داخل آن کتیبه‌ای به خط کوفی قرار دارد.
گفته می‌شود این مسجد همان محلی است که مسلمانان مدینه دور از چشم مشرکان، در آنجا با پیامبر اسلام پیمان بستند که از او حمایت کنند.